# Ceryx decorata
Ceryx decorata là một loài bướm đêm thuộc phân họ Arctiinae, họ Erebidae.